# 白頭裸金蠅
白頭裸金蠅（学名：Chrysomya albiceps）是一種麗蠅。牠們與非洲及美洲的蠅蛆病有關。牠們會掠食其他雙翅目幼蟲。牠們對法醫學有重要貢獻，可以幫助確定死亡的時間。

## 分類
有些學者認為白頭裸金蠅與紅顏金蠅是同一物種。牠們有著相似的生態及構造，但在形態上卻有些微的分別。白頭裸金蠅擁有翅痣，但紅顏金蠅卻沒有。故白頭裸金蠅的分類並不清晰，且未有定論。